# 배재고등학교 육상단
배재고등학교 육상단(培材高等學校陸上團)은 대한민국 서울특별시에 있었던 육상 선수단이다. 배재고등학교가 운영했던 U-18 육상단이며, 1920년에 창단되었고 1973년 이후에 해단되었다.

## 시즌별 성적
| 시즌 | 대회                                 | 종목            | 선수      | 기록      | 순위   | 비고 |
| ---- | ------------------------------------ | --------------- | --------- | --------- | ------ | ---- |
| 1923 | 전조선중등학교육상경기대회           | 남자 100yd      | 진명      | 불명      | 불명   |      |
| 1923 | 전조선중등학교육상경기대회           | 남자 880yd      | 진명      | 2:36      | 2위    |      |
| 1923 | 전조선중등학교육상경기대회           | 남자 1mi        | 이영민    | 6:00      | 2위    |      |
| 1923 | 전조선중등학교육상경기대회           | 남자 0.5mi 계주 | 진번 등   | 1:58      | 3위    |      |
| 1923 | 전조선중등학교육상경기대회           | 남자 높이뛰기   | 김수기    | 5척 1치   | 1위    |      |
| 1923 | 전조선중등학교육상경기대회           | 종합 순위       | 종합 순위 | 13점      | 3위    |      |
| 1924 | 전국체육대회 육상 청년부             | 남자 1500m      | 김현경    | 4:47.5    | 준우승 |      |
| 1924 | 전국체육대회 육상 청년부             | 남자 800m 계주  | 불명      | 불명      | 준우승 |      |
| 1924 | 전국체육대회 육상 청년부             | 남자 1600m 계주 | 불명      | 4:10.8    | 준우승 |      |
| 1924 | 전조선중등학교육상경기대회           | 남자 400m       | 이영민    | 1:03.1    | 2위    |      |
| 1924 | 전조선중등학교육상경기대회           | 남자 800m       | 김현경    | 불명      | 불명   |      |
| 1924 | 전조선중등학교육상경기대회           | 남자 1500m      | 김현경    | 불명      | 불명   |      |
| 1924 | 전조선중등학교육상경기대회           | 남자 1500m      | 이영민    | 불명      | 불명   |      |
| 1924 | 전조선중등학교육상경기대회           | 남자 1500m      | 장관식    | 5:1313    | 1위    |      |
| 1924 | 전조선중등학교육상경기대회           | 남자 800m 계주  | 불명      | 불명      | 불명   |      |
| 1924 | 전조선중등학교육상경기대회           | 남자 1600m 계주 | 불명      | 3:20      | 1위    |      |
| 1924 | 전조선중등학교육상경기대회           | 남자 마라톤     | 백기주    | 불명      | 5위    |      |
| 1924 | 전조선중등학교육상경기대회           | 남자 마라톤     | 조동진    | 45:00     | 3위    |      |
| 1924 | 전조선중등학교육상경기대회           | 남자 높이뛰기   | 김수기    | 1.594     | 1위    |      |
| 1924 | 전조선중등학교육상경기대회           | 남자 높이뛰기   | 함용화    | 1.444     | 3위    |      |
| 1924 | 전조선중등학교육상경기대회           | 남자 멀리뛰기   | 김수기    | 5.39      | 1위    |      |
| 1924 | 전조선중등학교육상경기대회           | 남자 포환던지기 | 함용화    | 10.1      | 1위    |      |
| 1924 | 전조선중등학교육상경기대회           | 남자 원반던지기 | 최재음    | 28.59     | 1위    |      |
| 1924 | 전조선중등학교육상경기대회           | 남자 창던지기   | 함용화    | 37.10     | 2위    |      |
| 1924 | 전조선중등학교육상경기대회           | 종합 순위       | 종합 순위 | 27점      | 2위    |      |
| 1925 | 전조선중등학교육상경기대회           | 남자 100m       | 백기주    | 11.6      | 우승   |      |
| 1925 | 전조선중등학교육상경기대회           | 남자 100m       | 홍붕기    | 불명      | 불명   |      |
| 1925 | 전조선중등학교육상경기대회           | 남자 100m       | 홍사극    | 불명      | 불명   |      |
| 1925 | 전조선중등학교육상경기대회           | 남자 200m       | 백기주    | 25.8      | 우승   |      |
| 1925 | 전조선중등학교육상경기대회           | 남자 200m       | 홍붕기    | 불명      | 3위    |      |
| 1925 | 전조선중등학교육상경기대회           | 남자 400m       | 권정규    | 불명      | 3위    |      |
| 1925 | 전조선중등학교육상경기대회           | 남자 800m       | 권정규    | 불명      | 2위    |      |
| 1925 | 전조선중등학교육상경기대회           | 남자 800m 계주  | 불명      | 불명      | 2위    |      |
| 1925 | 전조선중등학교육상경기대회           | 남자 마라톤     | 김병구    | 불명      | 불명   |      |
| 1925 | 전조선중등학교육상경기대회           | 남자 높이뛰기   | 백기주    | 불명      | 준우승 |      |
| 1925 | 전조선중등학교육상경기대회           | 남자 멀리뛰기   | 권정규    | 5.92      | 우승   |      |
| 1925 | 전조선중등학교육상경기대회           | 종합 순위       | 종합 순위 | 18점      | 3위    |      |
| 1925 | 전조선중등이상학교인천경성간역전경주 | 남자 역전       | 박요한 등 | 2:45:19.4 | 준우승 |      |

## 수상 기록
| 시즌 | 대회                                 | 수상   |
| ---- | ------------------------------------ | ------ |
| 1924 | 전조선중등학교육상경기대회           | 준우승 |
| 1925 | 전조선중등이상학교인천경성간역전경주 | 준우승 |

## 참고 문헌
- “스포츠지원포털 등록 현황”. 대한체육회.
- “대한체육회 국내종합경기대회”. 대한체육회.
- 《대한체육회 50년》. 대한체육회. 1970. 2020년 11월 8일에 원본 문서에서 보존된 문서. 2022년 11월 5일에 확인함.
- 《대한체육회 70년사》. 대한체육회. 1990. 2020년 11월 8일에 원본 문서에서 보존된 문서. 2022년 11월 5일에 확인함.
- 《대한체육회 90년사》. 대한체육회. 2011. 2020년 11월 8일에 원본 문서에서 보존된 문서. 2022년 11월 5일에 확인함.
- 대한체육회 100주년 기념사업부 (2020). 《대한민국 체육 100년》. 대한체육회.

## 같이 보기
- 배재고등학교
- 배재고등학교 야구단
- 배재고등학교 축구단
- 배재고등보통학교 정구단